# 드래곤빌리지 컬렉션
드래곤빌리지 컬렉션은 2023년 하이브로에서 출시한 드래곤빌리지 시리즈의 컬렉션 게임으로 사용자가 드래곤을 키우고 스탯에 따라 드래곤의 반응이 달라지는 육성 시뮬레이션이다.
드래곤빌리지 컬렉션은 '유타칸'이라는 가공의 지역을 배경으로 한다. 유타칸은 동부와 서부로 나누어져 있으며,동부엔 희망의 숲,난파선,불의 산,바람의 신전,하늘의 신전,무지개 동산이 있고,서부엔 고룡의 무덤,어둠의 제단,가시나무 숲,몽환의 수정터가 있다. 서부에 있는 혼돈의 틈새는 전투 컨텐츠이다.스킬로 엔트리를 구성해 적을 물리치고 알 등의 보상을 획득할 수 있다.

## 게임플레이
드래곤빌리지 컬렉션은 탐험 등에서 알을 가져온 뒤 그 알을 키워 성체로 진화시키는 게임이다. 사용자가 키울 수 있는 드래곤에게는 행복도, 진화 게이지, 훈련 스탯이 존재한다.
먼저, 행복도는 드래곤이 행복한 정도를 나타낸 수치이다. 돌보기를 통해 행복도를 올릴 수 있는데, 드래곤마다 좋아하는 돌보기가 다르다. 좋아하는 돌보기를 해줄수록 행복도 게이지 수치가 높아지고 싫어하는 돌보기를 할 경우 드래곤의 행복도가 감소한다. 아래는 돌보기 반응이다.
매우 좋아!(드래곤의 행복도가 매우 많이 올라간다)
최고야!,좋아!(드래곤의 행복도가 많이 올라간다.사실 최고야!의 반응이 행복도가 더 많이 증가한다.)
음...(드래곤의 행복도가 조금 올라간다.)
힘들어...(드래곤의 행복도가 감소한다.)
싫어!(행복도가 많이 감소한다)
진화 게이지는 드래곤의 진화 정도를 나타낸 수치이다.드래곤의 진화 순서는 알→해치→해츨링→성체이며,진화 게이지가 100%가 되면 드래곤이 다음 단계로 진화한다.
훈련(노력치)는 드래곤을 훈련한 값이다.훈련은 지력,집중력,순발력,근력 훈련이 있다.예를 들어,노력치는 Perfect(+9),good(+5),so-so(+3),fall(+0)이 있다.(+□는 증가하는 노력치이다.)훈련은 성격 발현에 매우 중요한 역할을 한다.(예를 들어 '유능한'이라는 성격은 각 노력치의 합이 25 이상이어야 하며 모든 노력치가 같아야 한다)(노력치는 드래곤의 기본 노력치(ex.30/10/5/0)에 훈련으로 획득한 노력치를 합한 값이다.)
다른 배경
유타칸 이외에도 심해,하늘왕국,꿈의 세계 등의 배경들이 있다.
•심해:드래곤 130마리를 달성할 시,5,000코스믹 결정으로 해금 가능하다.별빛의 산호초,청록의 해저화산,고요의 암석터로 이루어져 있으며,유타칸과 같은 경쟁 탐험 방식이다.(경쟁 탐험 방식은 3개의 알을 보여준 뒤,먼저 그 알을 선택한 사람이 알을 획득할수 있는 탐험 방식이다.서로가 같은 알들을 보게 된다.)
•하늘왕국:개인 탐험 방식(개인이 행동력을 사용해 알을 가져가는 방식)을 사용하며 성체수가 180마리 이상일때 해금 가능하다.아르카의 가장자리,메마른 평원,옛 성터로 이루어져 있으며 각 지역에서 얻은 성체(1마리당 30),각 지역에서 얻은 드래곤을 동결(동결이란 해치/해츨링 상태의 드래곤을 더 이상 진화하지 않게 하는 것이다.)(1마리당 1),행동력 소모(1행동력 당 1)으로 레벨을 올려 다양한 드래곤을 얻는 방식이다.
꿈의 세계:반전의 성소,망각의 도서관,허상의 미로로 이루어져 있으며 하늘왕국과 같은 방식이지만,1세대 성체를 등록해 레벨을 채우는 점이 다르다.